# Lista jednostek Armii Unii ze stanu Illinois

Flaga stanowa Illinois

Stan Illinois na mapie USA

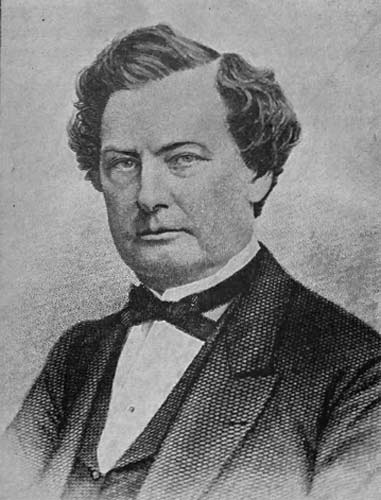
Richard Yates, 13. gubernator Illinois od 14 stycznia 1861 do 16 stycznia 1865

Lista jednostek Armii Unii ze stanu Illinois w czasie wojny secesyjnej 1861–1865.

## Piechota
- 7 Ochotniczy Pułk Piechoty Illinois (3 miesiące) (7th Illinois Volunteer Infantry Regiment (3 Months))
- 7 Ochotniczy Pułk Piechoty Illinois (3 lata) (7th Illinois Volunteer Infantry Regiment (3 Years))
- 8 Ochotniczy Pułk Piechoty Illinois (3 miesiące) (8th Illinois Volunteer Infantry Regiment (3 Months))
- 8 Ochotniczy Pułk Piechoty Illinois (3 lata) (8th Illinois Volunteer Infantry Regiment (3 Years))
- 9 Ochotniczy Pułk Piechoty Illinois (3 miesiące) (9th Illinois Volunteer Infantry Regiment (3 Months))
- 9 Ochotniczy Pułk Piechoty Illinois (3 lata) (9th Illinois Volunteer Infantry Regiment (3 Years))
- 9 Ochotniczy Pułk Piechoty Dragońskiej Illinois (9th Illinois Volunteer Mounted Infantry Regiment)
- 10 Ochotniczy Pułk Piechoty Illinois (3 miesiące) (10th Illinois Volunteer Infantry Regiment (3 Month))
- 10 Ochotniczy Pułk Piechoty Illinois (3 lata) (10th Illinois Volunteer Infantry Regiment (3 Year))
- 11 Ochotniczy Pułk Piechoty Illinois (3 miesiące) (11th Illinois Volunteer Infantry Regiment (3 Month))
- 11 Ochotniczy Pułk Piechoty Illinois (3 lata) (11th Illinois Volunteer Infantry Regiment (3 Year))
- 12 Ochotniczy Pułk Piechoty Illinois (3 miesiące) (12th Illinois Volunteer Infantry Regiment (3 Month))
- 12 Ochotniczy Pułk Piechoty Illinois (3 lata) (12th Illinois Volunteer Infantry Regiment (3 Year))
- 13 Ochotniczy Pułk Piechoty Illinois (13th Illinois Volunteer Infantry Regiment)
- 14 Ochotniczy Pułk Piechoty Illinois (14th Illinois Volunteer Infantry Regiment)
- 15 Ochotniczy Pułk Piechoty Illinois (15th Illinois Volunteer Infantry Regiment)
- 16 Ochotniczy Pułk Piechoty Illinois (16th Illinois Volunteer Infantry Regiment)
- 17 Ochotniczy Pułk Piechoty Illinois (17th Illinois Volunteer Infantry Regiment)
- 18 Ochotniczy Pułk Piechoty Illinois (18th Illinois Volunteer Infantry Regiment)
- 19 Ochotniczy Pułk Piechoty Illinois (19th Illinois Volunteer Infantry Regiment)
- 20 Ochotniczy Pułk Piechoty Illinois (20th Illinois Volunteer Infantry Regiment)
- 21 Ochotniczy Pułk Piechoty Illinois (21st Illinois Volunteer Infantry Regiment)
- 22 Ochotniczy Pułk Piechoty Illinois (22nd Illinois Volunteer Infantry Regiment)
- 23 Ochotniczy Pułk Piechoty Illinois (23rd Illinois Volunteer Infantry Regiment) – "Brygada Irlandzka"
- 24 Ochotniczy Pułk Piechoty Illinois (24th Illinois Volunteer Infantry Regiment) – 1st Hecker Regiment
- 25 Ochotniczy Pułk Piechoty Illinois (25th Illinois Volunteer Infantry Regiment)
- 26 Ochotniczy Pułk Piechoty Illinois (26th Illinois Volunteer Infantry Regiment)
- 27 Ochotniczy Pułk Piechoty Illinois (27th Illinois Volunteer Infantry Regiment)
- 28 Ochotniczy Pułk Piechoty Illinois (28th Illinois Volunteer Infantry Regiment)
- 29 Ochotniczy Pułk Piechoty Illinois (29th Illinois Volunteer Infantry Regiment)
- 30 Ochotniczy Pułk Piechoty Illinois (30th Illinois Volunteer Infantry Regiment)
- 31 Ochotniczy Pułk Piechoty Illinois (31st Illinois Volunteer Infantry Regiment)
- 32 Ochotniczy Pułk Piechoty Illinois (32nd Illinois Volunteer Infantry Regiment)
- 33 Ochotniczy Pułk Piechoty Illinois (33rd Illinois Volunteer Infantry Regiment) – The Normal Regiment
- 34 Ochotniczy Pułk Piechoty Illinois (34th Illinois Volunteer Infantry Regiment) – The Red River Rifles
- 35 Ochotniczy Pułk Piechoty Illinois (35th Illinois Volunteer Infantry Regiment)
- 36 Ochotniczy Pułk Piechoty Illinois (36th Illinois Volunteer Infantry Regiment)
- 37 Ochotniczy Pułk Piechoty Illinois (37th Illinois Volunteer Infantry Regiment) – The Fremont Rifles or Illinois Greyhounds
- 38 Ochotniczy Pułk Piechoty Illinois (38th Illinois Volunteer Infantry Regiment)
- 39 Ochotniczy Pułk Piechoty Illinois (39th Illinois Volunteer Infantry Regiment) – Yates' Phalanx
- 40 Ochotniczy Pułk Piechoty Illinois (40th Illinois Volunteer Infantry Regiment)
- 41 Ochotniczy Pułk Piechoty Illinois (41st Illinois Volunteer Infantry Regiment)
- 42 Ochotniczy Pułk Piechoty Illinois (42nd Illinois Volunteer Infantry Regiment)
- 43 Ochotniczy Pułk Piechoty Illinois (43rd Illinois Volunteer Infantry Regiment) – Koerner Regiment
- 44 Ochotniczy Pułk Piechoty Illinois (44th Illinois Volunteer Infantry Regiment)
- 45 Ochotniczy Pułk Piechoty Illinois (45th Illinois Volunteer Infantry Regiment) – Washburn Lead Mine Regiment
- 46 Ochotniczy Pułk Piechoty Illinois (46th Illinois Volunteer Infantry Regiment)
- 47 Ochotniczy Pułk Piechoty Illinois (47th Illinois Volunteer Infantry Regiment)
- 48 Ochotniczy Pułk Piechoty Illinois (48th Illinois Volunteer Infantry Regiment)
- 49 Ochotniczy Pułk Piechoty Illinois (49th Illinois Volunteer Infantry Regiment)
- 50 Ochotniczy Pułk Piechoty Illinois (50th Illinois Volunteer Infantry Regiment) – Blind Half-Hundred
- 51 Ochotniczy Pułk Piechoty Illinois (51st Illinois Volunteer Infantry Regiment)
- 52 Ochotniczy Pułk Piechoty Illinois (52nd Illinois Volunteer Infantry Regiment)
- 53 Ochotniczy Pułk Piechoty Illinois (53rd Illinois Volunteer Infantry Regiment)
- 54 Ochotniczy Pułk Piechoty Illinois (54th Illinois Volunteer Infantry Regiment)
- 55 Ochotniczy Pułk Piechoty Illinois (55th Illinois Volunteer Infantry Regiment)
- 56 Ochotniczy Pułk Piechoty Illinois (56th Illinois Volunteer Infantry Regiment)
- 57 Ochotniczy Pułk Piechoty Illinois (57th Illinois Volunteer Infantry Regiment)
- 58 Ochotniczy Pułk Piechoty Illinois (58th Illinois Volunteer Infantry Regiment)
- 59 Ochotniczy Pułk Piechoty Illinois (59th Illinois Volunteer Infantry Regiment)
- 60 Ochotniczy Pułk Piechoty Illinois (60th Illinois Volunteer Infantry Regiment)
- 61 Ochotniczy Pułk Piechoty Illinois (61st Illinois Volunteer Infantry Regiment)
- 62 Ochotniczy Pułk Piechoty Illinois (62nd Illinois Volunteer Infantry Regiment)
- 63 Ochotniczy Pułk Piechoty Illinois (63rd Illinois Volunteer Infantry Regiment)
- 64 Ochotniczy Pułk Piechoty Illinois (64th Illinois Volunteer Infantry Regiment) – Yates Sharpshooters
- 65 Ochotniczy Pułk Piechoty Illinois (65th Illinois Volunteer Infantry Regiment) – Scotch Regiment
- 66 Ochotniczy Pułk Piechoty Illinois (66th Illinois Volunteer Infantry Regiment)
- 67 Ochotniczy Pułk Piechoty Illinois (67th Illinois Volunteer Infantry Regiment) – istniał zaledwie 3 miesiące
- 68 Ochotniczy Pułk Piechoty Illinois (68th Illinois Volunteer Infantry Regiment) – istniał zaledwie 3 miesiące
- 69 Ochotniczy Pułk Piechoty Illinois (69th Illinois Volunteer Infantry Regiment) – istniał zaledwie 3 miesiące
- 70 Ochotniczy Pułk Piechoty Illinois (70th Illinois Volunteer Infantry Regiment) – istniał zaledwie 3 miesiące
- 71 Ochotniczy Pułk Piechoty Illinois (71st Illinois Volunteer Infantry Regiment) – istniał zaledwie 3 miesiące
- 72 Ochotniczy Pułk Piechoty Illinois (72nd Illinois Volunteer Infantry Regiment) – Chicago Board of Trade Regiment
- 73 Ochotniczy Pułk Piechoty Illinois (73rd Illinois Volunteer Infantry Regiment) – Persimmon Regiment or Preacher's Regiment
- 74 Ochotniczy Pułk Piechoty Illinois (74th Illinois Volunteer Infantry Regiment)
- 75 Ochotniczy Pułk Piechoty Illinois (75th Illinois Volunteer Infantry Regiment)
- 76 Ochotniczy Pułk Piechoty Illinois (76th Illinois Volunteer Infantry Regiment)
- 77 Ochotniczy Pułk Piechoty Illinois (77th Illinois Volunteer Infantry Regiment)
- 78 Ochotniczy Pułk Piechoty Illinois (78th Illinois Volunteer Infantry Regiment)
- 79 Ochotniczy Pułk Piechoty Illinois (79th Illinois Volunteer Infantry Regiment)
- 80 Ochotniczy Pułk Piechoty Illinois (80th Illinois Volunteer Infantry Regiment)
- 81 Ochotniczy Pułk Piechoty Illinois (81st Illinois Volunteer Infantry Regiment)
- 82 Ochotniczy Pułk Piechoty Illinois (82nd Illinois Volunteer Infantry Regiment)
- 83 Ochotniczy Pułk Piechoty Illinois (83rd Illinois Volunteer Infantry Regiment)
- 84 Ochotniczy Pułk Piechoty Illinois (84th Illinois Volunteer Infantry Regiment)
- 85 Ochotniczy Pułk Piechoty Illinois (85th Illinois Volunteer Infantry Regiment)
- 86 Ochotniczy Pułk Piechoty Illinois (86th Illinois Volunteer Infantry Regiment)
- 87 Ochotniczy Pułk Piechoty Illinois (87th Illinois Volunteer Infantry Regiment)
- 88 Ochotniczy Pułk Piechoty Illinois (88th Illinois Volunteer Infantry Regiment)
- 89 Ochotniczy Pułk Piechoty Illinois (89th Illinois Volunteer Infantry Regiment)
- 90 Ochotniczy Pułk Piechoty Illinois (90th Illinois Volunteer Infantry Regiment)
- 91 Ochotniczy Pułk Piechoty Illinois (91st Illinois Volunteer Infantry Regiment)
- 92 Ochotniczy Pułk Piechoty Illinois (92nd Illinois Volunteer Infantry Regiment)
- 93 Ochotniczy Pułk Piechoty Illinois (93rd Illinois Volunteer Infantry Regiment)
- 94 Ochotniczy Pułk Piechoty Illinois (94th Illinois Volunteer Infantry Regiment)
- 95 Ochotniczy Pułk Piechoty Illinois (95th Illinois Volunteer Infantry Regiment)
- 96 Ochotniczy Pułk Piechoty Illinois (96th Illinois Volunteer Infantry Regiment)
- 97 Ochotniczy Pułk Piechoty Illinois (97th Illinois Volunteer Infantry Regiment)
- 98 Ochotniczy Pułk Piechoty Illinois (98th Illinois Volunteer Infantry Regiment)
- 99 Ochotniczy Pułk Piechoty Illinois (99th Illinois Volunteer Infantry Regiment)
- 100 Ochotniczy Pułk Piechoty Illinois (100th Illinois Volunteer Infantry Regiment)
- 101 Ochotniczy Pułk Piechoty Illinois (101st Illinois Volunteer Infantry Regiment)
- 102 Ochotniczy Pułk Piechoty Illinois (102nd Illinois Volunteer Infantry Regiment)
- 103 Ochotniczy Pułk Piechoty Illinois (103rd Illinois Volunteer Infantry Regiment)
- 104 Ochotniczy Pułk Piechoty Illinois (104th Illinois Volunteer Infantry Regiment)
- 105 Ochotniczy Pułk Piechoty Illinois (105th Illinois Volunteer Infantry Regiment)
- 106 Ochotniczy Pułk Piechoty Illinois (106th Illinois Volunteer Infantry Regiment)
- 107 Ochotniczy Pułk Piechoty Illinois (107th Illinois Volunteer Infantry Regiment)
- 108 Ochotniczy Pułk Piechoty Illinois (108th Illinois Volunteer Infantry Regiment)
- 109 Ochotniczy Pułk Piechoty Illinois (109th Illinois Volunteer Infantry Regiment)
- 110 Ochotniczy Pułk Piechoty Illinois (110th Illinois Volunteer Infantry Regiment)
- 111 Ochotniczy Pułk Piechoty Illinois (111th Illinois Volunteer Infantry Regiment)
- 112 Ochotniczy Pułk Piechoty Illinois (112th Illinois Volunteer Infantry Regiment)
- 113 Ochotniczy Pułk Piechoty Illinois (113th Illinois Volunteer Infantry Regiment)
- 114 Ochotniczy Pułk Piechoty Illinois (114th Illinois Volunteer Infantry Regiment)
- 115 Ochotniczy Pułk Piechoty Illinois (115th Illinois Volunteer Infantry Regiment)
- 116 Ochotniczy Pułk Piechoty Illinois (116th Illinois Volunteer Infantry Regiment)
- 117 Ochotniczy Pułk Piechoty Illinois (117th Illinois Volunteer Infantry Regiment)
- 118 Ochotniczy Pułk Piechoty Illinois (118th Illinois Volunteer Infantry Regiment)
- 119 Ochotniczy Pułk Piechoty Illinois (119th Illinois Volunteer Infantry Regiment)
- 120 Ochotniczy Pułk Piechoty Illinois (120th Illinois Volunteer Infantry Regiment)
- 121 Ochotniczy Pułk Piechoty Illinois (121st Illinois Volunteer Infantry Regiment)
- 122 Ochotniczy Pułk Piechoty Illinois (122nd Illinois Volunteer Infantry Regiment)
- 123 Ochotniczy Pułk Piechoty Illinois (123rd Illinois Volunteer Infantry Regiment)
- 124 Ochotniczy Pułk Piechoty Illinois (124th Illinois Volunteer Infantry Regiment)
- 125 Ochotniczy Pułk Piechoty Illinois (125th Illinois Volunteer Infantry Regiment)
- 126 Ochotniczy Pułk Piechoty Illinois (126th Illinois Volunteer Infantry Regiment)
- 127 Ochotniczy Pułk Piechoty Illinois (127th Illinois Volunteer Infantry Regiment)
- 128 Ochotniczy Pułk Piechoty Illinois (128th Illinois Volunteer Infantry Regiment)
- 129 Ochotniczy Pułk Piechoty Illinois (129th Illinois Volunteer Infantry Regiment)
- 130 Ochotniczy Pułk Piechoty Illinois (130th Illinois Volunteer Infantry Regiment)
- 131 Ochotniczy Pułk Piechoty Illinois (131st Illinois Volunteer Infantry Regiment)
- 132 Ochotniczy Pułk Piechoty Illinois (132nd Illinois Volunteer Infantry Regiment) – pułk 100-dniowy
- 133 Ochotniczy Pułk Piechoty Illinois (133rd Illinois Volunteer Infantry Regiment) – pułk 100-dniowy
- 134 Ochotniczy Pułk Piechoty Illinois (134th Illinois Volunteer Infantry Regiment) – pułk 100-dniowy
- 135 Ochotniczy Pułk Piechoty Illinois (135th Illinois Volunteer Infantry Regiment) – pułk 100-dniowy
- 136 Ochotniczy Pułk Piechoty Illinois (136th Illinois Volunteer Infantry Regiment) – pułk 100-dniowy
- 137 Ochotniczy Pułk Piechoty Illinois (137th Illinois Volunteer Infantry Regiment) – pułk 100-dniowy
- 138 Ochotniczy Pułk Piechoty Illinois (138th Illinois Volunteer Infantry Regiment) – pułk 100-dniowy
- 139 Ochotniczy Pułk Piechoty Illinois (139th Illinois Volunteer Infantry Regiment) – pułk 100-dniowy
- 140 Ochotniczy Pułk Piechoty Illinois (140th Illinois Volunteer Infantry Regiment) – pułk 100-dniowy
- 141 Ochotniczy Pułk Piechoty Illinois (141st Illinois Volunteer Infantry Regiment) – pułk 100-dniowy
- 142 Ochotniczy Pułk Piechoty Illinois (142nd Illinois Volunteer Infantry Regiment) – pułk 100-dniowy
- 143 Ochotniczy Pułk Piechoty Illinois (143rd Illinois Volunteer Infantry Regiment) – pułk 100-dniowy
- 144 Ochotniczy Pułk Piechoty Illinois (144th Illinois Volunteer Infantry Regiment)
- 145 Ochotniczy Pułk Piechoty Illinois (145th Illinois Volunteer Infantry Regiment) – pułk 100-dniowy
- 146 Ochotniczy Pułk Piechoty Illinois (146th Illinois Volunteer Infantry Regiment)
- 147 Ochotniczy Pułk Piechoty Illinois (147th Illinois Volunteer Infantry Regiment)
- 148 Ochotniczy Pułk Piechoty Illinois (148th Illinois Volunteer Infantry Regiment)
- 149 Ochotniczy Pułk Piechoty Illinois (149th Illinois Volunteer Infantry Regiment)
- 150 Ochotniczy Pułk Piechoty Illinois (150th Illinois Volunteer Infantry Regiment)
- 151 Ochotniczy Pułk Piechoty Illinois (151st Illinois Volunteer Infantry Regiment)
- 152 Ochotniczy Pułk Piechoty Illinois (152nd Illinois Volunteer Infantry Regiment)
- 153 Ochotniczy Pułk Piechoty Illinois (153rd Illinois Volunteer Infantry Regiment)
- 154 Ochotniczy Pułk Piechoty Illinois (154th Illinois Volunteer Infantry Regiment)
- 155 Ochotniczy Pułk Piechoty Illinois (155th Illinois Volunteer Infantry Regiment)
- 156 Ochotniczy Pułk Piechoty Illinois (156th Illinois Volunteer Infantry Regiment)

## Kawaleria
- 1 Ochotniczy Pułk Kawalerii Illinois (1st Regiment Illinois Volunteer Cavalry)
- 2 Ochotniczy Pułk Kawalerii Illinois (2nd Regiment Illinois Volunteer Cavalry)
- 3 Ochotniczy Pułk Kawalerii Illinois (3rd Regiment Illinois Volunteer Cavalry)
- 4 Ochotniczy Pułk Kawalerii Illinois (4th Regiment Illinois Volunteer Cavalry)
- 5 Ochotniczy Pułk Kawalerii Illinois (5th Regiment Illinois Volunteer Cavalry)
- 6 Ochotniczy Pułk Kawalerii Illinois (6th Regiment Illinois Volunteer Cavalry)
- 7 Ochotniczy Pułk Kawalerii Illinois (7th Regiment Illinois Volunteer Cavalry)
- 8 Ochotniczy Pułk Kawalerii Illinois (8th Regiment Illinois Volunteer Cavalry)
- 9 Ochotniczy Pułk Kawalerii Illinois (9th Regiment Illinois Volunteer Cavalry)
- 10 Ochotniczy Pułk Kawalerii Illinois (10th Regiment Illinois Volunteer Cavalry)
- 11 Ochotniczy Pułk Kawalerii Illinois (11th Regiment Illinois Volunteer Cavalry)
- 12 Ochotniczy Pułk Kawalerii Illinois (12th Regiment Illinois Volunteer Cavalry)
- 13 Ochotniczy Pułk Kawalerii Illinois (13th Regiment Illinois Volunteer Cavalry)
- 14 Ochotniczy Pułk Kawalerii Illinois (14th Regiment Illinois Volunteer Cavalry)
- 15 Ochotniczy Pułk Kawalerii Illinois (15th Regiment Illinois Volunteer Cavalry)
- 16 Ochotniczy Pułk Kawalerii Illinois (16th Regiment Illinois Volunteer Cavalry)
- 17 Ochotniczy Pułk Kawalerii Illinois (17th Regiment Illinois Volunteer Cavalry)

## Artyleria
Stan Illinois nie wystawiał pełnych pułków artylerii a jedynie pojedyncze baterie niektórych pułków.